# 효고촌 (사가현)
효고촌(兵庫村)은 사가현 사가군에 있던 촌이다. 현재의 사가시 효고에 해당한다.

## 역사
- 1889년 4월 1일 - 정촌제 시행에 의해 사가군 효고촌이 성립하였다.
- 1954년 3월 31일 - 사가시에 편입해 폐지되었다. 이후 오아자 효고가 계승되었다.

## 참고문헌
- 角川日本地名大辞典 41 佐賀県
- 『市町村名変遷辞典』東京堂出版、1990年。